# Waterhouse Road
Die Waterhouse Road ist eine Fernstraße im Nordosten des australischen Bundesstaates Tasmanien. Sie verbindet die Bridport Road (B82 / B84) in Bridport mit der Gladstone Road (B82) Gladstone und führt dabei am östlichsten Teil der Nordküste Tasmaniens entlang.

## Verlauf
Die Straße zweigt in Bridport von der Bridport Road (B82 / B84) ab und führt nach Osten durch die Siedlung Waterhouse und weiter bis zu ihrem Endpunkt in Gladstone, östlich des Mount Cameron, wo die Gladstone Road (B82) nach Süden anschließt.
Ab der Einmündung der Banca Road (C840) bis nach Gladstone – eine Strecke von 23 km – ist die Straße unbefestigt.

## Bedeutung
Die Waterhouse Road vermittelt die Zufahrt zur äußersten Nordostecke von Tasmanien, dem Mount-William-Nationalpark (von Gladstone aus) und der Waterhouse Conservation Area (von Waterhouse aus).